# Zwettli járás
A Zwettli járás Ausztriában, Alsó-Ausztria tartományban található. A Zwettli járás Melki, Kremsvidéki, Gmündi, Horni, Waidhofen an der Thaya-i, Freistadti és Pergi járásokkal határos. Lakosainak száma 42 222 fő (2019. január 1.).

## A járáshoz tartozó települések
- Allentsteig
- Altmelon
- Arbesbach
- Traunstein
- Bärnkopf
- Echsenbach
- Göpfritz an der Wild
- Grafenschlag
- Groß Gerungs
- Großgöttfritz
- Gutenbrunn
- Kirchschlag
- Kottes-Purk
- Langschlag
- Martinsberg
- Ottenschlag
- Pölla
- Rappottenstein
- Sallingberg
- Schönbach
- Schwarzenau
- Schweiggers
- Waldhausen
- Zwettl